# 特殊教育資訊管理系統
特殊教育資訊管理系統是一套由香港教育局開發的教育資訊管理系統，用以記錄及統籌在香港的官立及津貼的中、小學和特殊學校中有特殊教育需要學生的資料，使學校能夠更準確地掌握有關學生的發展及成效，並協助學校作出資源方面的調配，一方面使學生能夠得到適切的幫助，二來亦使學校的行政及人力資源壓力得以減低。
在2004年度學年開始運作，紀錄有全香港所有有特殊教育需要學生的資料，另外亦有部份學校在2003年度的資料。系統最初只供當時的教統局內部使用，但為使學校與教統局能夠更有效的合作，教統局對系統進行提昇，並在2006年6月開始把部份行政工作轉移到學校層面，包括資料呈交及資助模式的選擇。
系統採用了。

## 外部連結
- 香港教育局：特殊教育資訊管理系統